# Muruga
Pour le dieu Tamoul voir : Kârttikeya
 (février 2013).
Si vous disposez d'ouvrages ou d'articles de référence ou si vous connaissez des sites web de qualité traitant du thème abordé ici, merci de compléter l'article en donnant les références utiles à sa vérifiabilité et en les liant à la section « Notes et références ».
Muruga (Steven Bookvich) - alias Steve Booker, Muruga Booker ou Maraga - est un batteuret percussionniste de jazz, de funk et de rock américain né le 27 décembre 1942 à Détroit (Michigan).

## Biographie
D'origine serbe, Steven Bookvich apprend d'abord l'accordéon avant de passer à la batterie à l'adolescence.
Dans les années 1960, il commence sa carrière dans des groupes de rock sous le nom de Steve Booker. À la fin des années 1960, il joue dans le Paul Winter Consor. Bien que de religion orthodoxe, il s'intéresse à l'hindouisme, fréquente le gourou Swami Satchidananda et prend le pseudonyme de Muruga.
Dans les années 1970, il accompagne des musiciens comme Darius Brubeck, Gunter Hampel, Al Kooper, Ursa Major, John Lee Hooker... En 1973, il est brièvement membre de Weather Report, il joue sur leur troisième album studio Sweetnighter publié cette année là.
Dans les années 1980-90, il travaille surtout avec des musiciens de funk gravitant autour de George Clinton (Bootsie Collins et les membres de Funkadelic). En 1985, forme dirige le groupe Muruga UFM
En 2000, il s'installe à Ann Arbor et forme le Global Village Ceremonial Bandµ'. Depuis 2004, il dirige un nouveau groupe Free Funk.[réf. nécessaire]